# قرار مجلس الأمن التابع للأمم المتحدة رقم 912
قرار مجلس الأمن التابع للأمم المتحدة رقم 912، المتخذ بالإجماع في 21 نيسان / أبريل 1994، بعد إعادة تأكيد جميع القرارات المتعلقة بالحالة في رواندا، ولا سيما القراران 872 (1993) و909 (1994)، عبر المجلس عن قلقه وإدانته لأعمال العنف واسعة النطاق في البلد والتي أسفرت عن مقتل الآلاف من المدنيين الأبرياء، واقترح ولاية منقحة لبعثة الأمم المتحدة لمساعدة رواندا.
وأعرب المجلس عن صدمته بإسقاط طائرة تقل رئيس رواندا جوفينال هابياريمانا ورئيس بوروندي سيبريان نتارياميرا في 6 نيسان / أبريل 1994. بعد ذلك، اندلعت أعمال عنف واسعة النطاق لقي فيها الآلاف مصرعهم وأسفر عن تشريد عدد كبير من السكان الروانديين في كل من رواندا والبلدان المجاورة، وزيادة في أعمال النهب وقطع الطرق وانهيار القانون والنظام. وكان هناك قلق على سلامة البعثة وموظفي الأمم المتحدة والعاملين في المجال الإنساني الذين كانوا يساعدون في تنفيذ عملية السلام وتوزيع المساعدات الإنسانية.
واستنكر مجلس الأمن الحادث الذي قتل فيه رئيسا رواندا وبوروندي وأعمال العنف التي أودت بحياة الوزير الأول ووزراء الحكومة والمسؤولين وآلاف المدنيين. وأدين العنف في محيط كيغالي والهجمات على بعثة الأمم المتحدة لتقديم المساعدة إلى رواندا على وجه الخصوص. وطُلب وقف إطلاق النار بين حكومة رواندا والجبهة الوطنية الرواندية وإنهاء العنف الذي يجتاح البلاد. وفي هذا الصدد، تم تقليص حجم بعثة الأمم المتحدة لتقديم المساعدة إلى رواندا وتعديل ولايتها على النحو التالي:
(أ) التوسط في وقف إطلاق النار؛
(ب) المساعدة في استئناف عمليات الإغاثة الإنسانية؛
(ج) رصد التطورات في رواندا والإبلاغ عنها، بما في ذلك التطورات المتعلقة بالمدنيين الذين التمسوا اللجوء لدى بعثة الأمم المتحدة لتقديم المساعدة إلى رواندا.
وتقرر إبقاء ولاية بعثة الأمم المتحدة لتقديم المساعدة إلى رواندا قيد المراجعة في ضوء التطورات والتوصيات التي قدمها الأمين العام بطرس بطرس غالي. ظلت اتفاقات أروشا الحل الوحيد للصراع في رواندا، مع حث منظمة الوحدة الأفريقية على مواصلة الجهود في عملية السلام. ودعا المجتمع الدولي إلى مواصلة تقديم المساعدات الإنسانية. وأخيراً، طُلب من الأمين العام أن يقدم تقريراً عن الحالة إلى المجلس خلال 15 يوماً.

## روابط خارجية
- نص القرار في undocs.org